# Saint-Aubin-Fosse-Louvain
Saint-Aubin-Fosse-Louvain település Franciaországban, Mayenne megyében. Lakosainak száma 212 fő (2022. január 1.). Saint-Aubin-Fosse-Louvain Désertines, Gorron, Hercé, Lesbois, Vieuvy és Passais Villages községekkel határos.

## Népesség
A település népessége az elmúlt években az alábbi módon változott:
| Lakosok száma | 454  | 324  | 290  | 277  | 230  | 220  | 217  | 216  | 216  | 212  |
|               | 1968 | 1982 | 1990 | 2006 | 2013 | 2015 | 2017 | 2019 | 2020 | 2022 |